# Scinax heyeri
Scinax heyeri är en groddjursart som först beskrevs av Peixoto och Weygoldt in Weygoldt 1986.  Scinax heyeri ingår i släktet Scinax och familjen lövgrodor. IUCN kategoriserar arten globalt som otillräckligt studerad. Inga underarter finns listade i Catalogue of Life.